# Tephritis merzi
Tephritis merzi
 es una especie de insecto díptero que Amnon Freidberg y Kutuk describieron científicamente por primera vez en el año 2003.
Esta especie pertenece al género Tephritis de la familia Tephritidae.